# Bulbophyllum silentvalliensis
Bulbophyllum silentvalliensis là một loài phong lan thuộc chi Bulbophyllum.